# Nmin
Unter Nmin versteht man den Gehalt eines Bodens an verfügbarem mineralisierten Stickstoff.

## Nmin-Methode
Mit der Nmin-Methode erfolgt für landwirtschaftliche Böden üblicherweise im Frühjahr die Ermittlung einer bedarfsgerechten Stickstoffdüngermenge. Mit dieser Untersuchungsmethode wird der pflanzenverfügbare, derzeit mineralisierte Stickstoff im Boden durch Auswertung von Bodenproben ermittelt. Vorteil der Methode ist eine relativ exakte Erfassung des mobilen Stickstoffgehaltes, der von den Pflanzen unmittelbar aufgenommen werden kann. Je nach Mineralisationsrate wird dieser Wert später während der Wachstumsphase der Pflanzen durch den weiteren Temperatur- und Feuchteverlauf im Boden stark verändert. Dies ist bei der Düngung zu berücksichtigen. Gegebenenfalls kann die Mineralisation durch ein agrarmeteorologisches Vorhersagemodell abgeschätzt werden.
Um eine aussagekräftige Düngeempfehlung erstellen zu können, müssen die Bodenproben für die Nmin-Analyse bis zur durchwurzelbaren Bodentiefe entnommen werden. Der pflanzenverfügbare Stickstoff ist im Boden sehr mobil und wird bei Regen in tiefere Schichten verlagert und bei Erwärmung durch Kapillarwirkung zur Oberfläche transportiert. Für eine Beprobung bis zu einer Tiefe von 90 cm steht für die manuelle Entnahme der Pürckhauer-Bohrstock zur Verfügung, für eine maschinelle Entnahme sind verschiedene Varianten im Einsatz. Um den zum Zeitpunkt der Probenahme im Boden vorhandenen Nmin-Gehalt exakt ermitteln zu können, müssen die gezogenen Proben sofort nach der Entnahme in ein Bodenlabor gebracht oder bei einer Temperatur von 2–4 °C zwischengelagert werden. Andernfalls kann es durch die Aktivität von Mikroorganismen zu einer Erhöhung des Nmin-Wertes kommen.

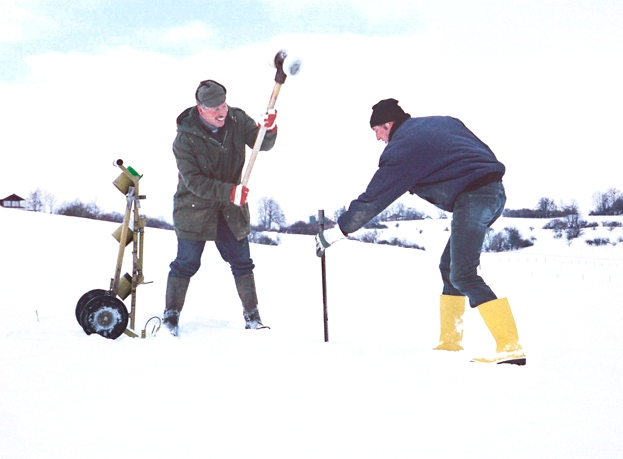
Nmin-Probenahme mit Pürckhauer-Bohrstock
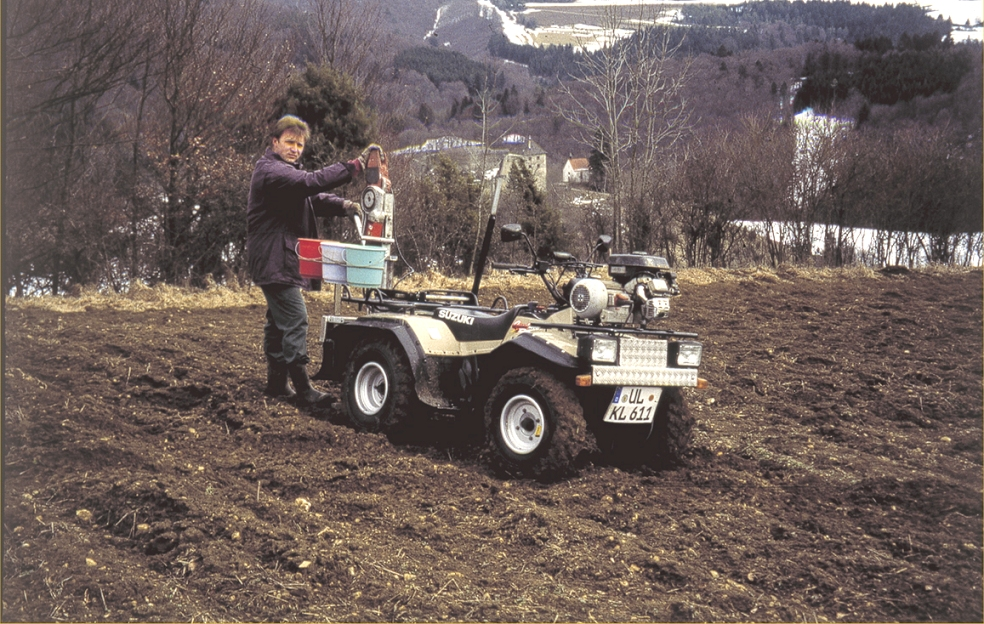
Nmin-Probenahme mit einem Leichtfahrzeug, das mit Stromaggregat, elektrischem Schlaghammer und Ziehgerät ausgestattet ist
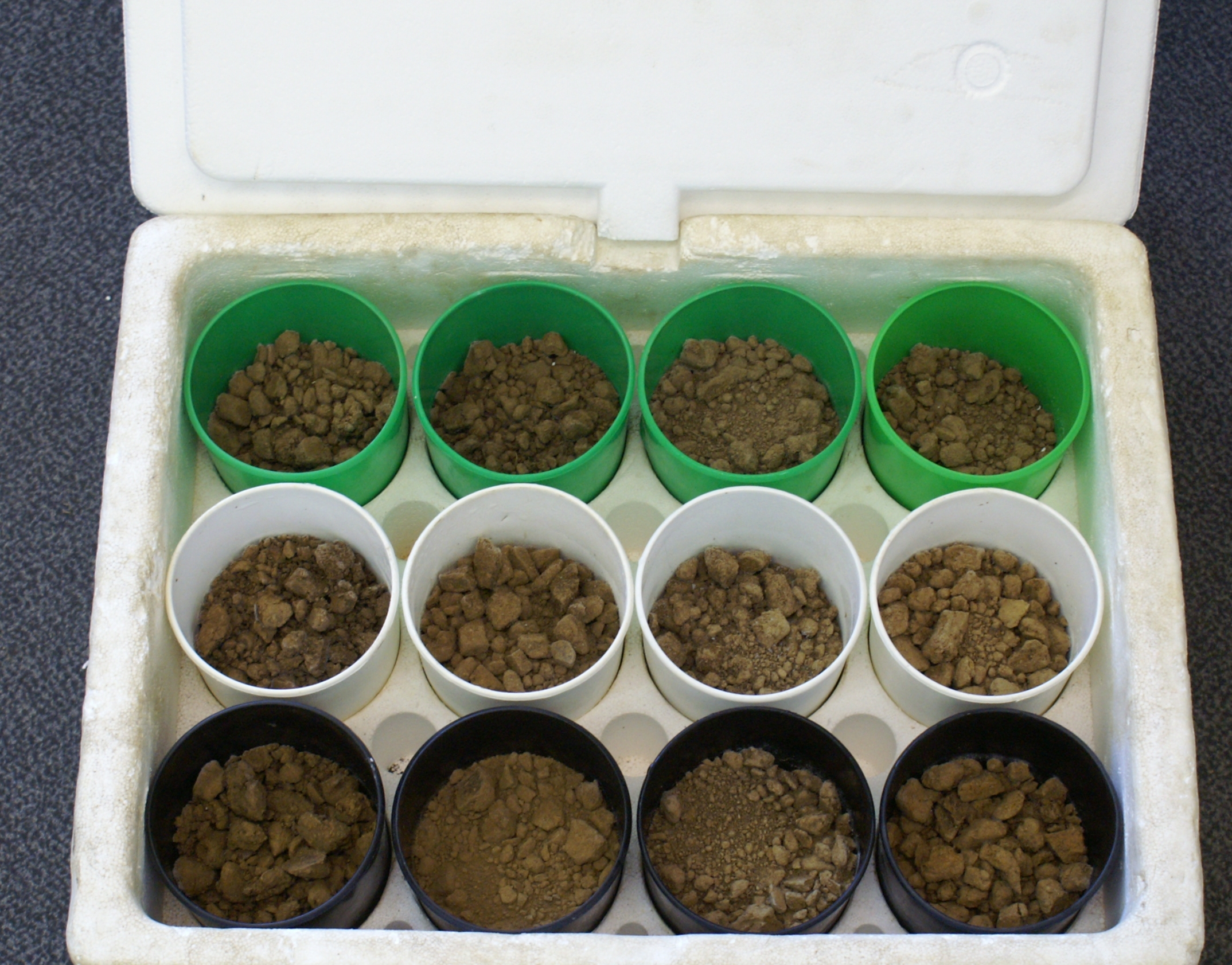
Nmin-Proben müssen in Isolierboxen vor Erwärmung und Sonneneinstrahlung geschützt werden, um eine aussagekräftige Düngeempfehlung erstellen zu können.

Die Erfassung des Nmin-Gehaltes im Boden ermöglicht eine sparsame, bedarfsgerechte Düngung, vermeidet Folgeschäden durch Nitratauswaschung ins Grundwasser und erhöht die Qualität der Pflanzenkultur – Vermeidung von Überdüngung (z. B. Lagergetreide).

## Entwicklung der Nmin-Methode

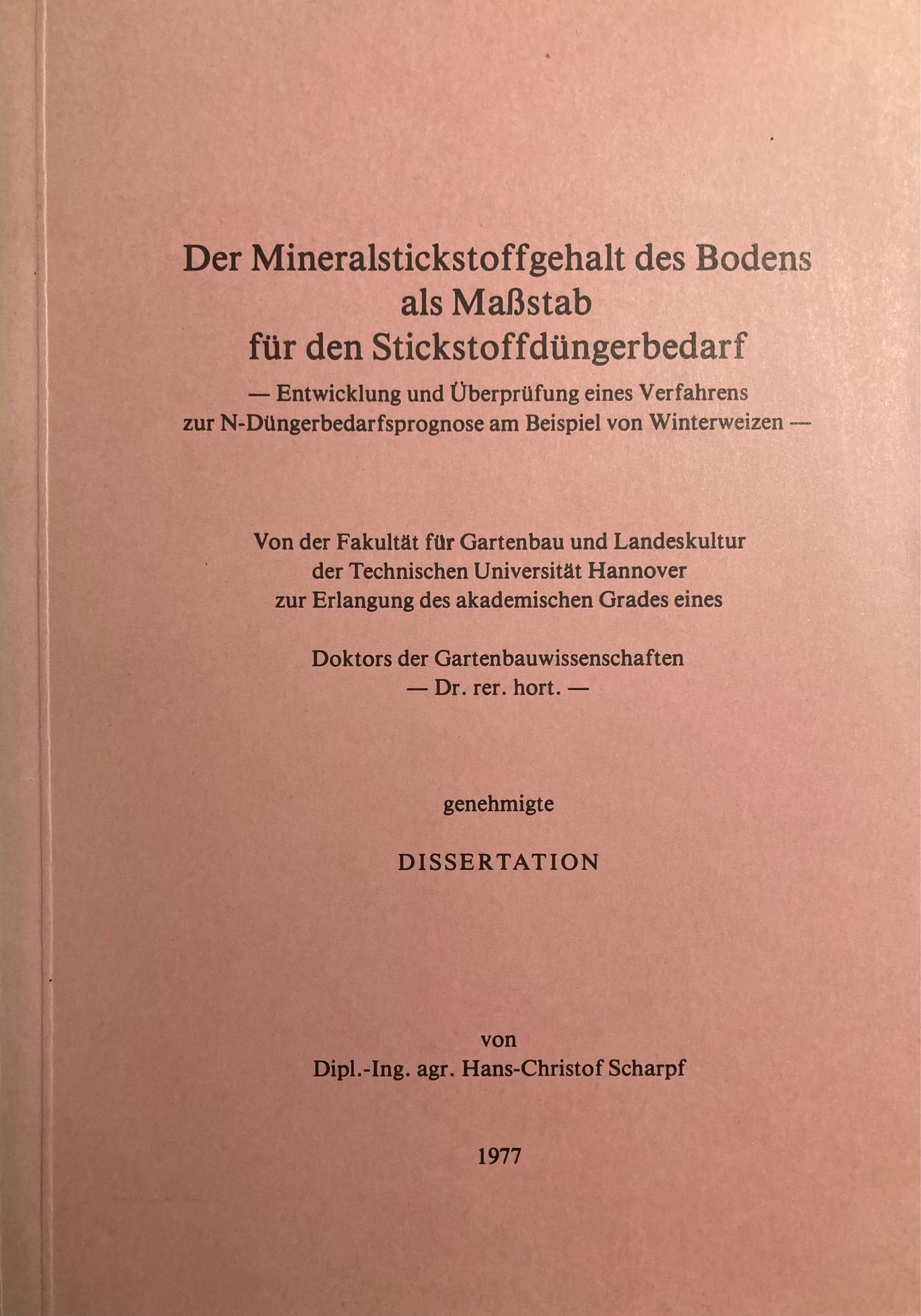

Die Nmin-Methode geht auf die Forschungsarbeit von Jürgen Wehrmann und Hans-Christof Scharpf am Institut für Pflanzenernährung der Technischen Universität Hannover sowie die Dissertation von Hans-Christof Scharpf mit dem Titel Der Mineralstickstoffgehalt des Bodens als Maßstab für den Stickstoffdüngerbedarf im Jahr 1977 zurück.
Die korrekte Bestimmung des Nitratgehalts im Boden war für die Landwirtschaft und im Gartenbau essentiell, um Unter- bzw. Überdüngung der Kulturen zu vermeiden. Neben den wirtschaftlichen Schäden durch Ernteausfälle wurden die hohen Nitratgehalte in Gemüse und Grundwasser in Folge von Überdüngung unter gesundheitlichen und ökologischen Gesichtspunkten zunehmend kritisch gesehen.
Den entscheidenden Durchbruch in der Forschungsarbeit brachte die Erkenntnis, dass zur Bestimmung des Stickstoffgehalts (überwiegend in Form von Nitrat) die Bodenschicht bis zu 100 cm Tiefe heranzuziehen sind. Bis dahin war man von einer Bestimmung ausschließlich in der sog. Krume (obersten Bodenschicht bis 20 cm Tiefe) ausgegangen. Am Beispiel von Winterweizen wurde nachgewiesen, dass auch die im Unterboden vorhandenen Nitratvorräte durch die Kulturen vollumfänglich aufgenommen werden können.
Der für den Höchstertrag notwendige Nmin-Sollwert lässt sich durch die Addition des Nmin-Vorrats im Boden (Summe des löslichen Stickstoffs im Boden bis 1 m Tiefe) und dem zu düngenden Mineralstickstoffs erzielen.

## Ermittlung des Düngerbedarfes
Wenn eine Kultur wie Zuckerrüben 150 kg Stickstoff/ha erhalten soll (Sollwert), so ist der Nmin-Wert des Bodens abzuziehen (zum Beispiel 60 kg/ha). Das Ergebnis ist die Düngermenge (90 kg Stickstoff/ha), die ausgebracht werden muss.
Die Nmin-Sollwerte werden für die meisten Pflanzenarten in Düngungsversuchen ermittelt. Diese Sollwerte können in Abhängigkeit von der Ertragserwartung und den Standortbedingungen regional unterschiedlich sein.  Daher wird empfohlen, die Nmin-Sollwerte von Getreide, Kartoffeln und Mais durch standortabhängige Zu- oder Abschläge zu korrigieren. Für den Anbau von Gemüse wurde ein System von kulturspezifischen Nmin-Sollwerten entwickelt, das die besonderen Anforderungen des gartenbaulichen Pflanzenbaus berücksichtigt.

## Schutzgebiets- und Ausgleichsverordnung in Baden-Württemberg

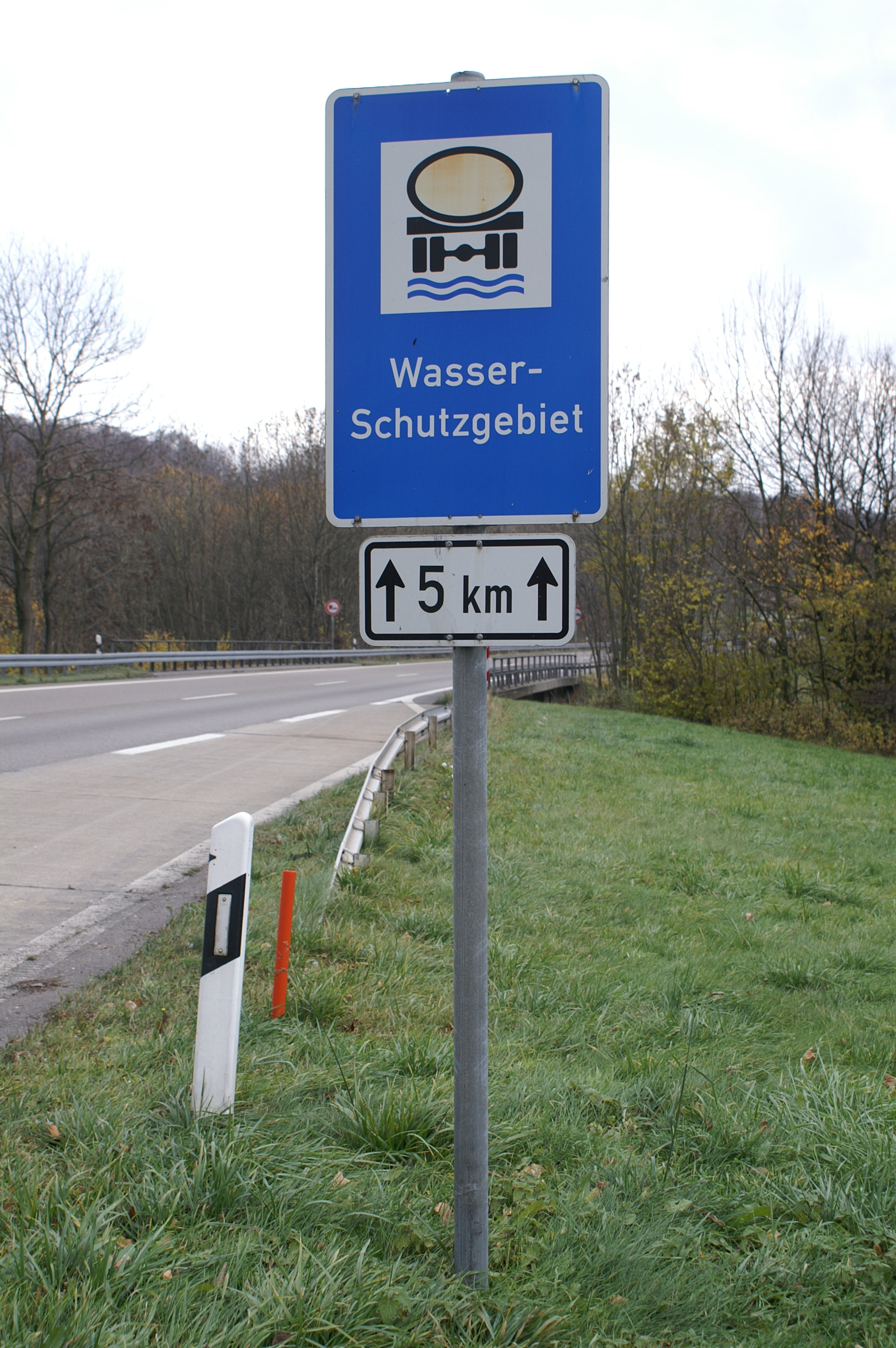
Im Rahmen der SchALVO werden in Wasserschutzgebieten von Mitte Oktober bis Mitte November N_{min}-Proben gezogen

In Baden-Württemberg gilt seit 1988 die Schutzgebiets- und Ausgleichsverordnung (SchALVO). Diese Verordnung wurde zum 1. März 2001 novelliert und regelt den Schutz des Grundwassers vor Beeinträchtigung durch Stoffeinträge aus der Landbewirtschaftung. Insbesondere ist dabei vorgeschrieben, dass in Wasserschutzgebieten Düngung und Pflanzenschutzmaßnahmen nach guter fachlicher Praxis erfolgen müssen. Im Rahmen der SchALVO sind bestimmte Nitrat-Boden-Werte einzuhalten. Jährlich vom 15. Oktober bis 15. November werden die Böden auf Nitratreste kontrolliert. Werden die Nmin-Überwachungswerte überschritten, hat dies Anordnungen bzw. Auflagen zur Folge.